# Johanneskirche (Strzelin)

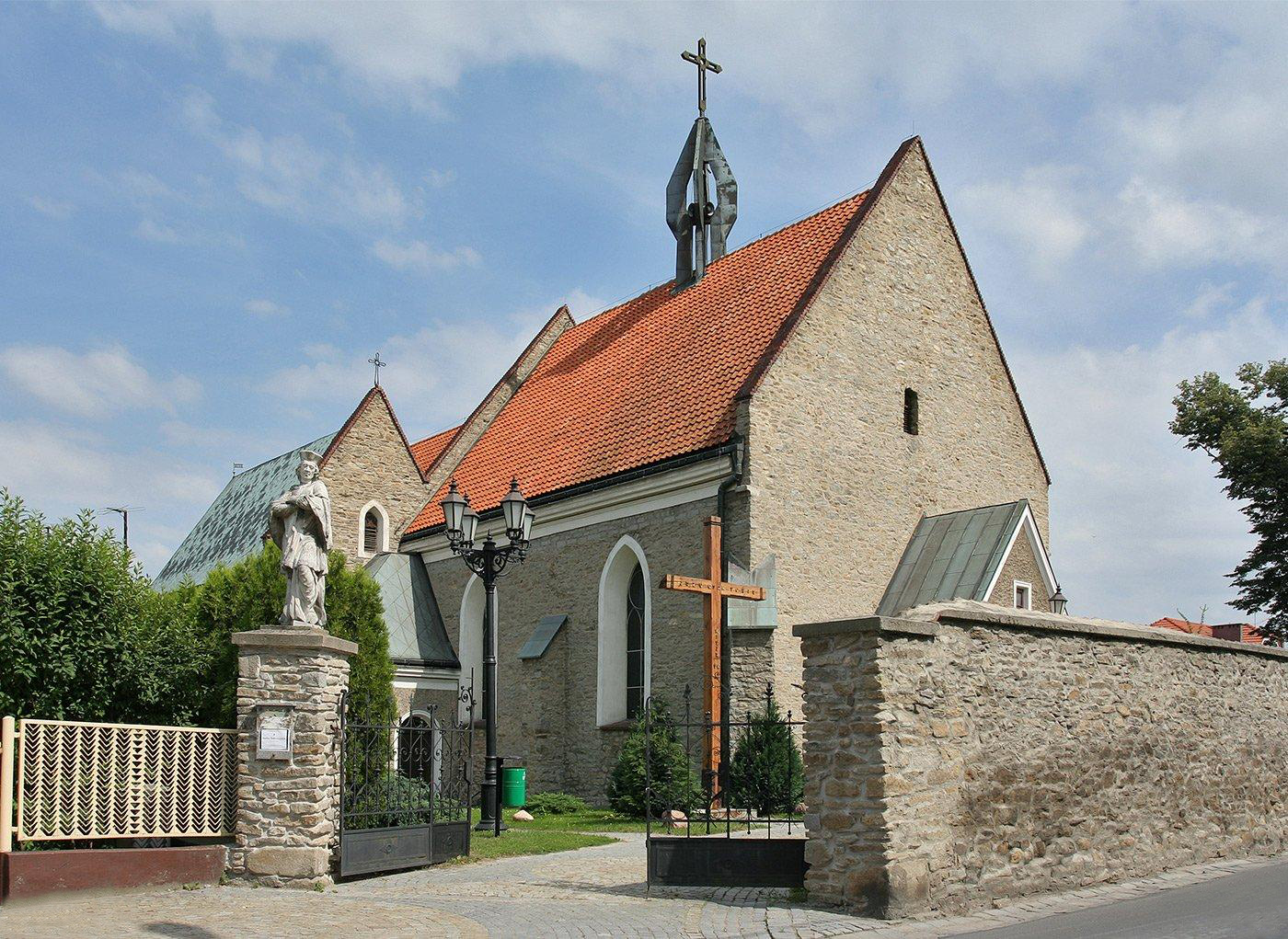
Johanneskirche

Die Kirche Muttergottes und St. Johannes, auch Marienkirche (polnisch Kościół Matki Chrystusa i św. Jana Apostoła i Ewangelisty, bis 1945 Evangelische Kirche oder Böhmische Kirche), ist eine römisch-katholische Kirche in der schlesischen Stadt Strzelin (deutsch Strehlen). Das Gotteshaus liegt im Süden der Stadt an der ul. Staromiejska. Die Kirche ist die Pfarrkirche der Pfarrei Muttergottes und St. Johannes (Parafia Matki Chrystusa i św. Jana Apostoła i Ewangelisty) in Strzelin, die zum Erzbistum Breslau gehört. Von 1548 bis nach 1945 diente sie als evangelisches Gotteshaus.

## Geschichte
Die Kirche liegt in dem Gebiet der ehemaligen Altstadt von Strehlen. Erstmals erwähnt wurde sie im Jahr 1264. Wahrscheinlich handelt es sich bei dem Kirchenbau um eine Stiftung Breslauer Burggrafen Peter Wlast aus dem Jahr 1150. Das Gotteshaus wurde zunächst als Propsteikirche des dortigen Klarissenklosters genutzt. Während der Hussitenkriege wurde der Kirchenbau im Jahre 1428 zerstört. Der Wiederaufbau erfolgte im 15. Jahrhundert im gotischen Stil. Seit 1548 diente sie als städtische Begräbniskirche. 1548 ging der Kirchenbau in den Besitz der protestantischen Gemeinde über. Nach der königlich-preußischen Erlaubnis vom 24. Juni 1750 wurde die Kirche nebst Kirchhof mit Parochialrechten ausgestattet und den böhmischen Siedlern zum Geschenk gemacht. Den Insassen der Amtsdörfer wurde auf dem Kirchhof ausdrücklich Bestattungsrecht eingeräumt.   
Im Besitz der Böhmischen Brüder wurde die Kirche im barocken Stil umgebaut. Zur Parochie gehörten Mitte des 19. Jahrhunderts: Hussinetz (1251 Einwohner, 1223 evangelisch), Ober-, Mittel- und Nieder-Podiebrad bzw. Mehlteuer (1076 Einwohner, 1043 evangelisch) und der von böhmischen Gläubigen besiedelte Teil von Pentsch (279 Einwohner, 274 evangelisch). 1848 wurde die Kirche als massiv, mit Schindeldach, ohne Turm und Glocken beschrieben. Die Kirche stand unter königlich-preußischem Patronat. Das Kirchenkollegium bestand 1848 aus einem Pastor und fünf Kirchenvorstehern. Der Pastor wurde aus dem Staatsfonds besoldet. Von 1804 bis 1811 bestand eine Vakanz des Pastorates aus Mangel an einem böhmischen Prediger. Nach dem Zweiten Weltkrieg wurde die Kirche von 1983 bis 1987 wiederaufgebaut. Dabei erfolgte eine Regotisierung des Kirchenbaus. Der Neubau wurde am 17. Juni 1987 durch den Breslauer Erzbischof Kardinal Henryk Roman Gulbinowicz eingeweiht. Seit 2005 steht das Kirchengebäude unter Denkmalschutz.

## Architektur
Die Saalkirche besteht aus Granit-Bruchstein. An der Ostseite liegt der Chor auf rechteckigem Grundriss mit Strebepfeilern. An der Nordseite des Chores befindet sich eine dreiseitig geschlossene Kapelle mit zweijochigem Kreuzrippengewölbe. Am Eingang zur Kapelle und zum Langhaus befinden sich Spitzbogenportale. 